# サレット
サレット（伊: Saletto）は、イタリア共和国ヴェネト州パドヴァ県ボルゴ・ヴェーネトに属する分離集落（フラツィオーネ）。
かつては独立したコムーネであったが、2018年2月17日にメリアディーノ・サン・フィデンツィオ、サンタ・マルゲリータ・ダーディジェと合併して新自治体の一部となった。

## 地理

### 位置・広がり

#### 隣接コムーネ
コムーネとしてのサレットは、以下のコムーネと隣接していた。括弧内のVIはヴィチェンツァ県所属を示す。
- メリアディーノ・サン・フィデンツィオ
- モンタニャーナ
- ノヴェンタ・ヴィチェンティーナ (VI)
- オスペダレット・エウガーネオ
- ポイアーナ・マッジョーレ (VI)
- サンタ・マルゲリータ・ダーディジェ